# Jiří Grygar (soudce)
Jiří Grygar (* 1978, Rožnov pod Radhoštěm) je český soudce, odborník na insolvenční právo a od roku 2024 předseda Krajského soudu v Praze.

## Život
V letech 1996 až 2001 vystudoval Právnickou fakultu Univerzity Palackého v Olomouci, rigorózní zkoušku složil v roce 2003 na Právnické fakultě Univerzity Karlovy v Praze a v letech 2004 až 2007 absolvoval doktorský studijní program na Právnické fakultě Masarykovy univerzity v Brně. Napsal komentáře např. k zákonu o soudech a soudcích nebo k zákonu o mediaci.
V justici nejdříve působil jako justiční čekatel Krajského soudu v Brně, soudcem byl jmenován v roce 2007 a soudil u Okresního soudu Praha-východ. Roku 2015 přešel na Krajský soud v Praze, kde se v roce 2018 stal místopředsedou pro insolvenční a civilní prvoinstanční úsek. V roce 2023 uspěl ve výběrovém řízení na předsedu krajského soudu, v této funkci začátkem roku 2024 vystřídal Ljubomíra Drápala.